# Corcelles-lès-Cîteaux
Corcelles-lès-Cîteaux is een gemeente in het Franse departement Côte-d'Or (regio Bourgogne-Franche-Comté) en telt 823 inwoners (2005). De plaats maakt deel uit van het arrondissement Dijon.

## Geografie
De oppervlakte van Corcelles-lès-Cîteaux bedraagt 6,7 km², de bevolkingsdichtheid is 122,8 inwoners per km².
De onderstaande kaart toont de ligging van Corcelles-lès-Cîteaux met de belangrijkste infrastructuur en aangrenzende gemeenten.

## Demografie
Onderstaande figuur toont het verloop van het inwonertal (bron: INSEE-tellingen).